# Emballonura furax
Emballonura furax (Thomas, 1911) è un pipistrello della famiglia degli Emballonuridi diffuso nell'Ecozona australasiana.

## Descrizione

### Dimensioni
Pipistrello di medie dimensioni, con la lunghezza della testa e del corpo tra 54,5 e 61 mm, la lunghezza dell'avambraccio tra 41 e 53 mm, la lunghezza della coda tra 10 e 19 mm, la lunghezza del piede tra 6 e 9,5 mm, la lunghezza delle orecchie tra 16,9 e 19,4 mm e un peso fino a 14 g.

### Aspetto
La pelliccia è lunga ed arruffata. Le parti dorsali sono bruno-nerastre o bruno-rossastre scure con la base bianca, mentre le parti ventrali sono bianche con la parte centrale dei singoli peli bruno-rossastra. Il muso è appuntito, con il labbro superiore che si estende leggermente oltre quello inferiore, le narici sono ravvicinate e si aprono frontalmente. Gli occhi sono molto piccoli. Le orecchie sono corte, separate tra loro, triangolari, rivolte posteriormente e con una concavità sul bordo esterno appena sotto la punta. Il trago è corto, stretto e con il margine posteriore diritto. Le membrane alari sono bruno-nerastre. La coda è lunga e fuoriesce dall'uropatagio a circa metà della sua lunghezza. Il calcar è lungo

## Biologia

### Comportamento
Si rifugia in gruppi tra 10 e 30 individui nelle grotte calcaree e in tunnel minerari. Si aggrappa alle pareti verticali nelle zone di penombra. L'attività predatoria inizia prima del tramonto.

### Alimentazione
Si nutre di insetti catturati negli spazi aperti.

## Distribuzione e habitat
Questa specie è diffusa in Nuova Guinea e Yapen.
Vive nelle foreste fino a 1.200 metri di altitudine.

## Conservazione
La IUCN Red List, considerate le poche informazioni circa l'areale, lo stato della popolazione e i requisiti ecologici, classifica E.furax come specie con dati insufficienti (DD).